# Lujo Adamović
Pour les articles homonymes, voir Adamović.

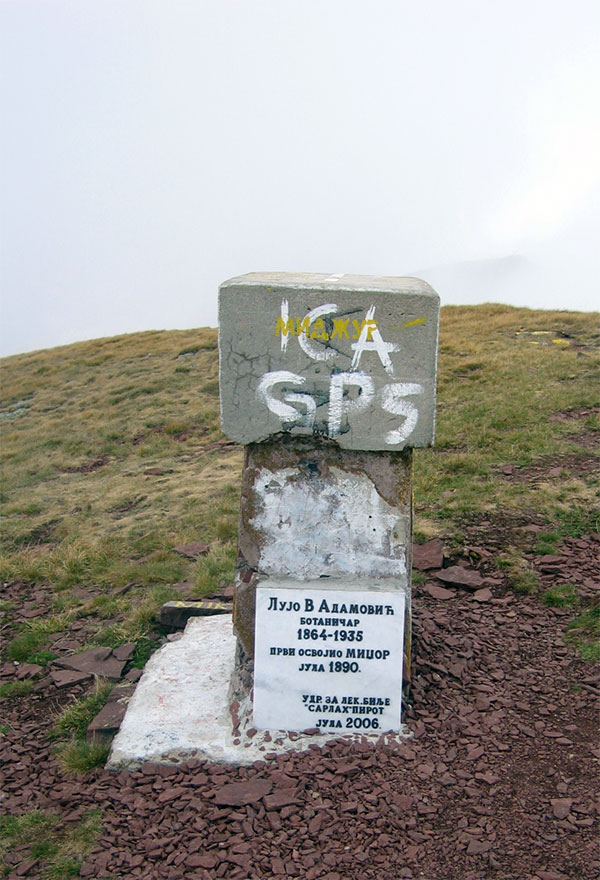
Midzor, Serbie

Lujo Adamović, aussi Lulji et Lucian, né le 31 juillet 1864 à Rovinj et mort le 19 juillet 1935 à Dubrovnik, est un botaniste et collectionneur austro-hongrois, serbe, puis yougoslave.

## Biographie
Adamović naît à Rovinj et grandit à Dubrovnik. Il étudie à Vienne et à Berlin sous la direction d'Anton Kerner von Marilaun et d'Adolf Engler.
De 1901 à 1905 il est directeur du jardin botanique de Jevremovac, Belgrade. Il vit temporairement à Vienne et en Italie. À Vienne, Adamović est chargé de cours privé en phytogéographie. Membre associé de l'Académie croate des sciences et des arts de Zagreb, il publie sur la flore de Dalmatie, d'Herzégovine, de Serbie et du Monténégro. 